# AKB48 그룹
AKB48 그룹(일본어: AKB48グループ, 영어: AKB48 Group)은 아키모토 야스시가 제작한 여성 아이돌 그룹 AKB48과 자매 그룹에서 형성되는 아이돌 프로젝트 브랜드로, AKB48과 자매 그룹의 총칭이다.
AKB 그룹, 48 그룹, AKB48 프로젝트, AKB48 패밀리, AKB48G, AKBG, 48G로 불리기도 하며, 단순히 48로 표기되기도 한다.

## 구성 그룹

### 활동 중인 그룹
| 그룹          | 활동기간      | 활동거점   | 활동거점                     | 그룹색                                  | 비고 |
| ------------- | ------------- | ---------- | ---------------------------- | --------------------------------------- | --- |
| AKB48         | 2005년 12월 - | 일본       | 도쿄도 지요다구 아키하바라   | 분홍                                    | |
| SKE48         | 2008년 8월 -  | 일본       | 아이치현 나고야시 사카에     | 오렌지                                  | |
| NMB48         | 2010년 10월 - | 일본       | 오사카부 오사카시 남바       | 갈색                                    | |
| HKT48         | 2011년 10월 - | 일본       | 후쿠오카현 후쿠오카시 하카타 | 검정                                    | |
| NGT48         | 2015년 6월 -  | 일본       | 니이가타 현 니이가타 시      | 흰색과 빨간색                           | |
| STU48         | 2017년 3월 -  | 일본       | 세토우치 지방                | 물색과 흰색 테두리 (배경) / 청색 (문자) | (대양 (세토 내해), 7개 현 (효고현 · 오카야마현 · 히로시마현 · 야마구치현 · 에히메현 · 가가와현 · 도쿠시마현)을 두루 활동하며, 멤버의 활동 거점은 히로시마시이다.) |
| JKT48         | 2011년 11월 - | 인도네시아 | 자카르타                     | 빨간                                    | |
| BNK48         | 2017년 2월 -  | 태국       | 방콕                         | 난초                                    | |
| MNL48         | 2018년 4월 -  | 필리핀     | 마닐라                       | 청                                      | |
| AKB48 Team SH | 2018년 8월 -  | 중국       | 상하이시                     | 흰색과 분홍색                           | [ 1 ] [ 2 ] |
| AKB48 Team TP | 2018년 8월 -  | 대만       | 타이베이시                   | 망고 (그라데이션)                       | [ 주 1 ] [ 3 ] |
| CGM48         | 2019년 10월 - | 태국       | 치앙마이                     | 청록                                    | AKB48와 BNK48의 자매 그룹 |
| KLP48         | 2024년 8월 -  | 말레이시아 | 쿠알라룸푸르                 | 초록색                                  | [ 5 ] |

### 해체한 그룹
| 그룹  | 활동기간                  | 활동거점 | 활동거점          | 그룹색            | 비고                 |
| ----- | ------------------------- | -------- | ----------------- | ----------------- | -------------------- |
| SDN48 | 2009년 8월 - 2012년 3월   | 일본     | 도쿄 아키하바라   | 실버              |                      |
| TPE48 | 2018년 3월 - 7월          | 대만     | 타이베이시        | 망고 (그라데이션) |                      |
| SGO48 | 2018년 12월 - 2021년 12월 | 베트남   | 호찌민 시(사이공) | 연꽃              |                      |
| DEL48 | 2019년 12월 - 2022년 7월  | 인도     | 델리              | 오렌지색과 흰색   | [ 주 2 ] [ 6 ] [ 7 ] |

결성에 이르지 못한 그룹
- MUM48 - 인도 뭄바이를 거점으로 하는 그룹으로서 2017년 12월 27일에 결성이 발표되었지만[8], 2018년 7월 이후 SNS의 갱신이 끊기고 그 후 공식 사이트 폐쇄됐다. 2019년 6월 DEL48과 MUB48의 결성 발표에 따른 기자 회견에서 운영 회사와의 라이센스 계약이 2018년 11월 해지되면서 기획은 백지화 된 것으로 공표되었다[6][7][주 3].
- MUB48 - 인도 뭄바이를 거점으로 하는 그룹으로서 결성해 활동할 예정이지만[6][7], 코로나19의 영향으로 무산되었다.

### 관련 그룹
OJS48
OJS48(오제에스포티에이트)는 전 형사나 전 경찰관의 남성 16명에 의해서 구성되는 유닛이며, 「OJS」는 아저씨(OJiSan)의 약자다. 아키모토 야스시 프로듀스에 의해, 2010년 10월 13일에 빅터 엔터테인먼트로부터 싱글 「深呼吸」을 발매했다. 이후는 AKB48 그룹의 이벤트나 악수회의 경비를 담당하고 있다.
멤버
- 오히이 이치오, 하타하라 카나데, 마루오 야스유키, 미즈후네 스스무, 킷카와 쇼이치, 야마다 켄지, 스기타니 히로시, 세코 야스히데, 에구치 유키노리, 타카기 유우신, 타구치 야스유키, 마츠모토 미키오, 무라베 미츠요시, 시미즈 치카시, 츠보우치 노부유키, 나카타니 미츠오

IZ*ONE(아이즈원)
《PRODUCE 48》에서 결성된 글로벌 걸 그룹이다. 2018년 10월 29일부터 결성해, 2021년 4월 29일까지 활동했다.

### 내용주
1. ↑  2018년 7월 30일에 「TPE48」와의 라이센스 계약을 해지해, 새로운 자매 그룹을 발족하는 것을 발표하였다.
2. ↑  2020년 10월 5일부터 신종 코로나바이러스의 장기화로 활동을 일시 휴지 중.
3. ↑  2017년 12월 27일에 그룹명이 「MUM48」였으나, 2018년 11월에 합동 회사와 라이센스 계약을 해지. 이후, 2019년 6월 27일에 새로운 자매 그룹인 「DEL48」와 「MUB48」가 발족.

## 같이 보기
- 사카미치 시리즈
- SNH48 그룹
- 아이즈원
- =LOVE
- ≠ME
- ≒JOY
- 22/7
- 똑똑가 시리즈